# A Story of Healing
A Story of Healing ist ein US-amerikanischer Dokumentarfilm über Interplast bzw. Resurge International von Donna Dewey aus dem Jahr 1997. 

## Inhalt
Im Januar 1997 reist ein Team von drei Chirurgen, vier Anästhesisten und fünf Krankenschwestern nach Vietnam, wo man den dortigen Menschen im Rahmen eines Programms von Freiwilligen für zwei Wochen Hilfe zukommen lassen will. In dieser Zeit werden 110 Kinder behandelt, die an Geburtsfehlern und Verletzungen leiden. Das Team erklärt seine Motivation für diesen Einsatz und erläutert die Bedeutung, die diese Arbeit für jeden Einzelnen von ihnen hat.

## Auszeichnungen
1998 wurde der Film in der Kategorie Bester Dokumentar-Kurzfilm mit dem Oscar ausgezeichnet. 2007 wurde der Film unter die Creative-Commons-Lizenz Attribution-NonCommercial-NoDerivatives (CC-BY-NC-ND) gestellt und ist damit der erste mit einem Oscar ausgezeichnete Film unter einer freien Lizenz.